# Herlianský gejzír

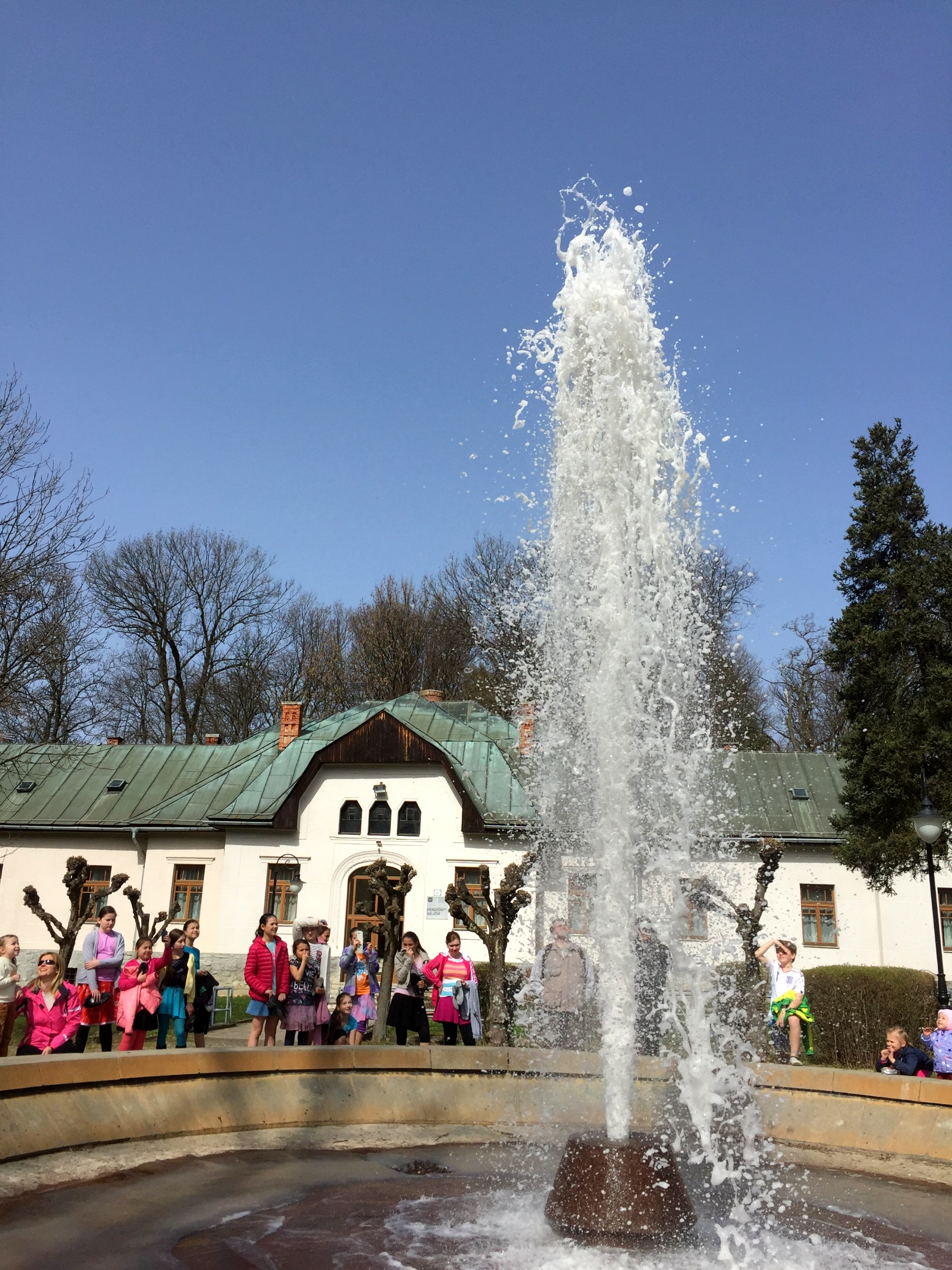
Erupce gejzíru

Herliansky gejzír (též Herlanský gejzír) je vzácný studený gejzír, nacházející se v obci Herľany (okres Košice-okolí) na úpatí Slanských vrchů, v starém lázeňském areálu Herľany-Rankovce. Je aktivní nepřetržitě od roku 1872, přičemž do roku 1903 a v letech 1957–2006 byl jediným studeným gejzírem v Evropě. Momentálně je kromě něj aktivní ještě studený gejzír v německém Andernachu, na Ukrajině a další podobné gejzíry se nacházejí na Islandu. Gejzír byl roku 1987 vyhlášen za národní přírodní památku. Od roku 2002 se nachází na předběžném seznamu světového dědictví UNESCO.

## Historie
Gejzír vznikl nepřímo díky tamním lázním, jejichž rozkvět v 19. století způsobil zvýšenou poptávku po léčivé minerální vodě. Nalezením nového zdroje byl pověřen specialista na minerální a užitkové vody Viliam Zsigmondy.
Vrt se počal hloubit roku 1870. Dne 16. srpna 1872 po dosažení hloubky 172 m nastala první erupce do výšky 4 m a trvala zhruba 5 minut. Další erupce nastala  4. července 1873 po dosažení hloubky 275 m. Byla tak silná, že prorazila střechu vrtné věže vysoké 20 m. Když bylo dosaženo hloubky 330 m, voda tryskala nepřetržitě 10 dní (15.-25. října 1874) až do výšky 112 m. Další erupce následovaly už periodicky s prodlužující se délkou cyklu. Vrt byl ukončen 6. května 1875 v hloubce 404,5 m.
Podle průměrné aktivity už Herlianský gejzír vykonal přes 40 000 výtrysků a přitom vypumpoval na povrch přes 20 milionů tun minerální vody. Přitom tato čísla stále rostou.

## Technické a chemické údaje
Vrt je do hloubky 351 metrů zevnitř držen řadou okruží s vnitřním průměrem 10,3 cm. Spodní část v hloubce 351-404 m je nevyztužena.
Teplota vystřikované vody je 14–18 °C. Během erupce vykazuje voda nárůst vodivosti a obsahu CO2. Celková mineralizace dosahuje 6350,32 mg/l. Celková objemová aktivita částic alfa dosahuje 1,40 ± 0,47 Bq na litr vody, aktivita beta dosahuje 1,52 ± 0,33 Bq na litr vody, což nasvedčuje mírně zvýšené radioaktivitě, jež je u většiny minerálních vod běžným jevem.

## Erupce
Jedná se o periodický studený gejzír. Energie způsobující periodické erupce pochází z oxidu uhličitého, který pod tlakem vystupuje z podloží z tektonických zlomů. Plyn pochází částečně z vulkanických hornin a částečně z mezozoických karbonátových vrstev. Tím se liší od mnohem častějších gejzírů, které jsou poháněny ohříváním vody v podzemí až k bodu varu.
Perioda výstřiku závisí na srážkových úhrnech. S jistým časovým odstupem platí, že při větších srážkách se interval zkracuje a naopak. V dlouhodobém horizontu se ale perioda prodlužuje a gejzír postupně ztrácí na síle.
Erupční intervaly byly původně dlouhé 8-9 hodin, ale do roku 2016 se zvětšil na 34-36 hodin a voda dosahovala do výšky 7-15 metrů. V roce 2016 byla provedena rekonstrukce fontány a výška gejzíru byla po opravě okolo 22 metrů, erupční činnost trvala 25 minut a průměrný průtok byl 25-30 litrů vody za sekundu.

## Chráněné území
Herliansky gejzír je národní přírodní památka v okrese Košice-okolí v Košickém kraji. Území bylo vyhlášeno v roce 1987 a novelizováno v roce 1996. Rozloha ochranného pásma byla stanovena na 1,9125 ha.